# Jasmin Handanovič
Jasmin Handanovič (ur. 26 stycznia 1978) – słoweński piłkarz występujący na pozycji bramkarza. 

## Życie osobiste
Jego kuzynem jest Samir Handanovič, obecnie zawodnik włoskiego Inter Mediolan.

## Sukcesy

### Olimpija Lublana
- Puchar Słowenii: 1999/00

### FC Koper
- Puchar Słowenii: 2005/06, 2006/07

### NK Maribor
- Mistrzostwo Słowenii: 2011/12, 2012/13, 1013/14, 2014/15
- Puchar Słowenii: 2011/12, 2012/13
- Superpuchar Słowenii: 2012, 2013, 2014